# Seznam mehiških nogometašev
Seznam mehiških nogometašev.

## A
- Javier Aguirre
- Héctor Altamirano
- Fernando Arce
- Jesús Arellano
- Alejandro Arguello
- Arrelano
- Alberto García Aspe
- Rafael Ávalos
- Lucas Ayala

## B
- Adolfo Bautista
- Alberto Becerra
- Armando Begines
- Cuauhtémoc Blanco
- Jared Borgetti
- Enrique Borja
- Omar Bravo
- Melvin Brown

## C
- Gabriel Caballero
- Jorge Campos
- Antonio Carbajal
- José Antonio Castro
- Diego Alberto Cervantes
- Héctor Cuadros
- Leonardo Cuéllar

## D
- José Damasceno
- Duilio Davino
- Antonio de la Torre

## E
- Gerardo Espinoza

## F
- Alex Fernandes
- Francisco Fonseca
- Guillermo Franco

## G
- Walter Gaitán
- Aarón Galindo
- Benjamin Galindo
- Gustavo García
- Juan Pablo García
- Luis García Postigo
- Johnny García
- Antonieta Gonzalez Collins
- Alfredo González Tahuilán
- Edgar González
- Marco Gómez

## H
- Carlos Hermosillo
- Luis Hernández

## I
- Juan de Dios Ibarra
- Ismael Iñiguez

## L
- Fátima Leyva
- Alfonso Loera
- Víctor Lojero
- Israel López

## M
- Antonio Martínez
- Christian Martínez
- Alberto Medina Briseño
- Alvin Mendoza
- Francisco Mendoza
- Jesús Mendoza
- Ramón Morales
- Rafael Márquez Lugo
- Rafael Márquez

## N
- Armando Navarrete
- Manuel Negrete Arias

## O
- Angel Ochoa
- Carlos Ochoa
- Francisco Guillermo Ochoa
- Jesús Ochoa
- Álvaro Ortiz
- Daniel Osorno

## P
- Aaron Padilla
- Francisco Palencia
- Pavel Pardo
- Marco Parra
- Oribe Peralta
- Antonio Pérez Delgadillo
- Luis Ernesto Pérez
- Mario Pérez Zúñiga
- Gonzalo Pineda
- Julio César Pinheiro
- Sergio Amaury Ponce

## R
- Ramón Ramírez
- Hugo Isaác Rodríguez
- Ismael de Jesús Rodríguez
- Johan Rodríguez
- Mario Rodríguez Cervantes
- Francisco Javier Rodríguez
- José Corona Rodríguez
- Óscar Rojas
- Isaac Romo
- Rodrigo Ruiz

## S
- Carlos Salcido
- David Sánchez
- Hugo Sánchez Guerrero
- Hugo Sánchez
- Oswaldo Sánchez
- Giovanni dos Santos
- Cirilo Saucedo
- Claudio Suárez

## T
- Alfredo Talavera
- Alfredo Omar Tena
- Francisco Javier Torres

## V
- Martin Vasquez
- Carlos Vela
- Cesáreo Victorino
- Germán Villa

## Z
- Martín Zúñiga
- Edson Zwaricz